# مجلة الإذاعة السورية
مجلة الإذاعة السورية صدر العدد الأول من في 1 سبتمبر 1953 وعلى غلافها صورة من إخراج المصور الشهير (ازاد) للأمير يحيى الشهابي يتحدث في ميكرفون الإذاعة السورية وامامه كرة ارضية ضخمة وكانت هذه الصورة الاصلية الكبيرة قد احتلت ركنا في أول استديو للأذاعة السورية التي بدأت البث في منتصف الاربعينات من القرن العشرين وكان من أهم مذيعيها (الأمير يحيى الشهابي).

## العدد الأول والمحتويات
ضم العدد الأول من المجلة خمسين صفحة، وكانت المجلة نصف شهيرية تصدر بدمشق كل 15 يوم عن دار الأذاعة السورية ومديرها المسئول أحمد عسة وهو المدير العام لدار الأذاعة في ايامها، ورئيس التحرير سعيد الجزائري، وهذه افتتاحية العدد الأول من المجلة:
- (مجلة نصف شهرية تصدرها الأذاعة السورية ونحن نتوخى ان تجمع هذه المجلة بين البساطة والاناقة في الإخراج، لتكون جميلة جمال بلادنا، وان تكون متنوعة المواضيع، معنية عناية خاصة بألشوؤن الاذاعية لتسد شيئا من فراغ الصحافة الاختصاصية الشاملة)، وضم العدد في مقالة بعنوان - الاقتصاد السوري بلغة الارقام - كتبها الدكتور (أحمد السمان) ويتحدث فيها عن الثروات البشرية ويقول (كان عدد سكان سوريا وقتئذ ثلاثة ملايين ونصف المليون والصناعة الزراعية والصناعات الكهربائية السورية والتجارة والاقتصاد ايامها بشكل عام، ومقالة عن (النهضة الفنية في سورية) للشاعر السوري الكبير ادونيس، ومقالة عن مدينة حلب كتبها (مصطفى الحاج علي) وحديث للشاعر (سعيد عقل) مسجل في الإذاعة السورية، وضم العدد الأول قصيدة للشاعر السوري الكبير بدوي الجبل بعنوان سامر الاحباب وهناك صفحات متخصصة مثل صفحة المرأة من اعداد (احسان البيات) وصفحة استشارات قانونية للدكتور صبري القباني وصفحة استشارات ثانية للدكتور عدنان القوتلي وصفحة الرياضة وصفحات علمية وادبية وثقافية.

تغير اسم مجلة الإذاعة السورية إلى مجلة هنا دمشق وبعدها مجلة فنون وما زالت تصدر عن الهيئة العامة للإذاعة والتلفزيون في دمشق حتى اليوم تحت اسم (مجلة فنون).

## تسلسل رؤساء تحرير المجلة
- - سعيد الجزائري
  - منيف حسون
  - حسين راجي
  - هاني الحاج
  - جان الكسان
  - سعد عمر شوقي القاسم
  - أحمد يوسف داود